# الزاوية الختنية

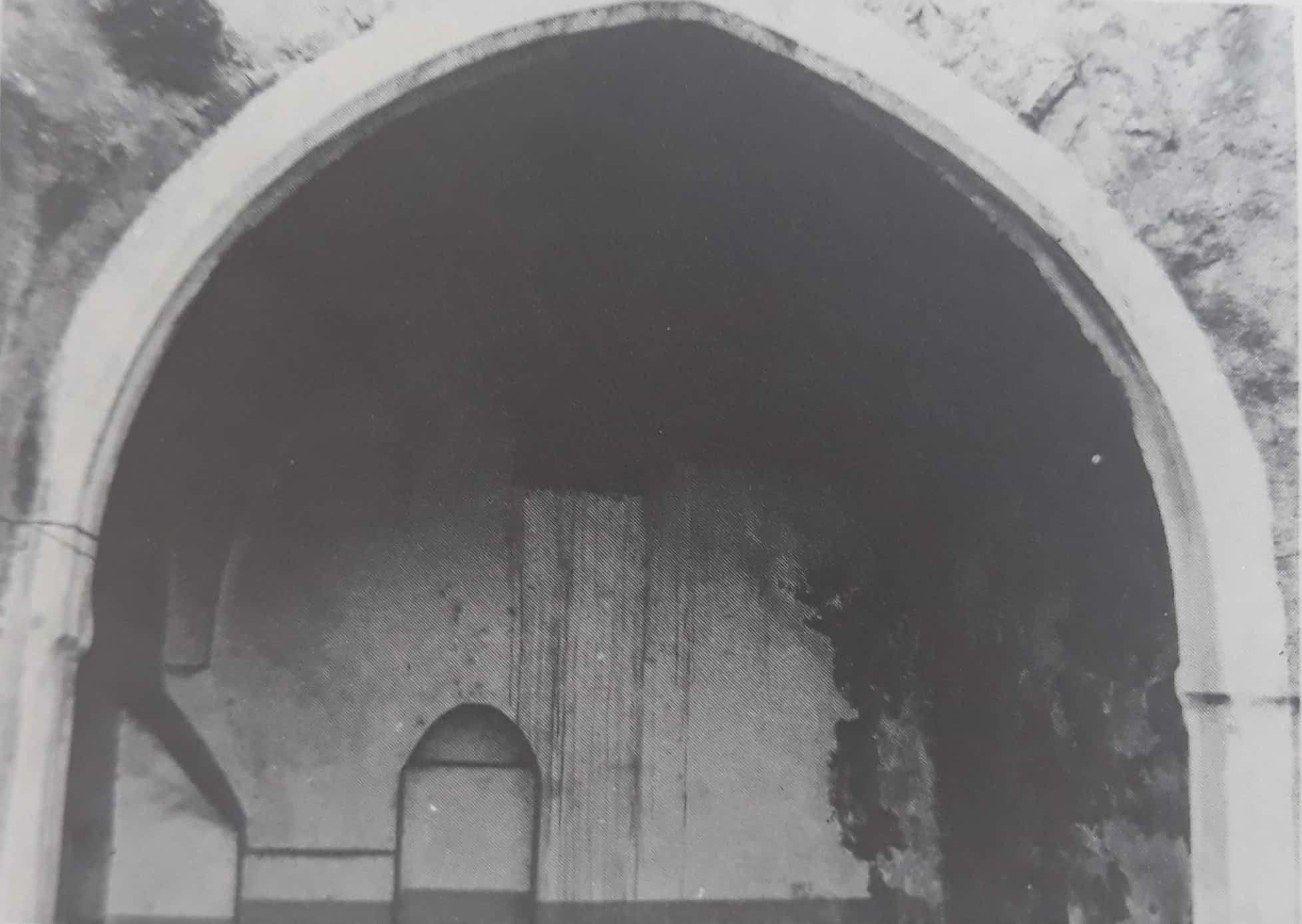
الزاوية الختنية

الزاوية الخُتَنِيَّة، أنشاها صلاح الدين الأيوبي في سنة 587 هـ / 1191 م، أوقفها على الشيخ جلال الدين أحمد بن محمد الشاشي، وهو رجل من أهل الصلاح والتقوى، وهو أول من تولى مشيختها. وسميت الزاوية الختنية نسبة إلى الشيخ الختني. وهي زاوية ومدرسة. وكان لها دورها الذي قامت به في الحركة
الفكرية في القدس. وقد تولى مشيختها عدد من كبار العلماء. 
طرأت عليها تغييرات وإضافات، فبنـيت غرف جديدة، ودورة مياه. وأما الجزء الأصل من بنائها، فقد بقي منه بعض العقود والشبابيك.
حفرت السلطات الإسرائيلية المحتلة نفقا طويلا نحت سور هذه الزاوية، مما هددها بالانهيار .